# Antalya Challenger
Antalya Challenger – męski i żeński turniej tenisowy rozgrywany na kortach ceglanych w tureckiej Antalyi. Panie rozgrywają zawody w kategorii WTA 125 od 2024 roku. Turniej męski rozgrywany był jako ATP Challenger w latach 2021–2023, z czego aż cztery edycje zostały rozegrane w pierwszym roku.

## Mecze finałowe

### Gra pojedyncza kobiet
| Rok      | Zwyciężczyni           | Finalistka                  | Wynik         |
| 2025 (3) | Solana Sierra          | Leyre Romero Gormaz         | 6:3, 6:4      |
| 2025 (2) | Olga Danilović         | Victoria Jiménez Kasintseva | 6:2, 6:3      |
| 2025 (1) | Anca Todoni            | Leyre Romero Gormaz         | 6:3, 6:2      |
| 2024     | Jéssica Bouzas Maneiro | Irina-Camelia Begu          | 6:2, 4:6, 6:2 |

### Gra pojedyncza mężczyzn
| Rok      | Zwycięzca            | Finalista            | Wynik                |
| 2023     | Fábián Marozsán      | Sebastian Ofner      | 7:5, 6:0             |
| 2022     | Nie został rozegrany | Nie został rozegrany | Nie został rozegrany |
| 2021 (4) | Jewgienij Tiurniew   | Ołeh Prychodʹko      | 3:6, 6:4, 6:4        |
| 2021 (3) | Nuno Borges          | Ryan Peniston        | 6:4, 6:3             |
| 2021 (2) | Carlos Taberner      | Jaume Munar          | 6:4, 6:1             |
| 2021 (1) | Jaume Munar          | Lorenzo Musetti      | 6:7(7), 6:2, 6:2     |

### Gra podwójna kobiet
| Rok      | Zwyciężczynie                        | Finalistki                       | Wynik           |
| 2025 (3) | Anna Bondár Simona Waltert           | Alicia Barnett Elixane Lechemia  | 7:5, 2:6, 10–6  |
| 2025 (2) | María Lourdes Carlé Simona Waltert   | Maja Chwalińska Anastasia Dețiuc | 3:6, 7:5, 10–3  |
| 2025 (1) | Maja Chwalińska Anastasia Dețiuc     | Jesika Malečková Miriam Škoch    | 4:6, 6:3, 10–2  |
| 2024     | Angelica Moratelli Camilla Rosatello | Tímea Babos Wiera Zwonariowa     | 6:3, 3:6, 15–13 |

### Gra podwójna mężczyzn
| Rok      | Zwycięzcy                            | Finaliści                                | Wynik                |
| 2023     | Filip Bergevi Petros Tsitsipas       | Sarp Ağabigün Ergi Kırkın                | 6:2, 6:4             |
| 2022     | Nie został rozegrany                 | Nie został rozegrany                     | Nie został rozegrany |
| 2021 (4) | Hsu Yu-hsiou Ołeksij Krutych         | Sanjar Fayziev Markos Kalowelonis        | 6:1, 7:6(5)          |
| 2021 (3) | Riccardo Bonadio Giovanni Fonio      | Hsu Yu-hsiou Tseng Chun-hsin             | 3:6, 6:2, 12–10      |
| 2021 (2) | Denys Mołczanow Ołeksandr Nedowiesow | Robert Galloway Alex Lawson              | 6:4, 7:6(2)          |
| 2021 (1) | Denys Mołczanow Ołeksandr Nedowiesow | Luis David Martínez David Vega Hernández | 3:6, 6:4, 18–16      |